# زردوغان
زردوغان هي قرية في مقاطعة كليبر، إيران. عدد سكان هذه القرية هو 66 في سنة 2006.